# 陈雷 (1954年)
陈雷（1954年6月—），男，北京人，中华人民共和国政治人物。1971年9月参加工作，1980年5月加入中国共产党，1982年就读华北水利水电学院北京研究生部农田水利工程专业。1995年5月，任水利部综合开发管理中心常务副主任。2007年4月任水利部部长、党组书记、国家防汛抗旱总指挥部副总指挥、国务院南水北调工程建设委员会成员，兼任武警水电指挥部第一政委、党委第一书记，第十七届和第十八届中央委员。其父陈肇和是中国水利专家，长期从事水利高等教育工作。

## 生平

### 早年经历
1971年9月，17岁的陈雷进入位于寧夏回族自治區石嘴山市的军工企业905工厂（现宁夏东方钽业股份有限公司）当工人。1976年12月，获推荐到原东北工学院（现东北大学）金属材料系粉末冶金专业学习。
1980年7月大学毕业后，被分配到华北水利水电学院任教。1982年至1985年，在该校北京研究生部攻读农田水利工程专业硕士研究生。
1985年5月获得工学硕士学位后，陈雷进入国家水利部下属中国灌排技术开发公司工作，历任技术处干部、主任科员，计划项目部副经理、经理。1993年8月，出任公司副总经理。1995年2月，升任公司总经理（正局级）。

### 从政
1995年5月，陈雷调入国务院水利部，任综合开发管理中心常务副主任。1996年5月，任水利部农村水利司司长。2000年2月，任水利部规划计划司司长。2004年12月，升任水利部副部长、兼任国务院三峡工程建设委员会委员。2005年3月，陈雷外放新疆工作，担任中共新疆维吾尔自治区党委常委、自治區人民政府副主席。
2007年4月，53岁的陈雷接替汪恕誠出任中華人民共和國水利部部長、党组书记，同时兼任国家防汛抗旱总指挥部副总指挥、国务院南水北调工程建设委员会成员兼武警水电指挥部第一政治委员、党委第一书记。
2018年3月16日，64岁的陈雷任第十三届全国政协农业和农村委员会副主任。3月19日起，不再担任水利部部长职务。